# Воскресенский собор (Уфа)
 Воскресенский собор  — не сохранившийся до наших времён православный храм в городе Уфе.

## История
Храм был построен в 1841 году. 24 августа 1841 года храм освятили в честь Воскресения Христова. Новый кафедральный собор был построен в стиле классицизма. Он имел в основании форму креста; купол венчался большой круглой башенкой — фонарём. Железная решётка фонаря и два деревянных креста были позолочены.
Площадь храма составляла 2397 кв. м. Собор мог вместить до трёх тысяч человек. Колокольня имела 13 колоколов. Церковь имела три престола. Главный престол назывался в честь Воскресения Христова, правый — в честь Рождества Христова, левый — в честь главной святыни храма — чудотворной Казанской иконы Божией Матери. По преданию, эта икона явилась в лесу близ села Богородского. Во время восстания 1676—1677 годов село не пострадало, что было приписано заступничеству святой иконы. Потом она была подарена сельчанами Смоленскому собору, а затем её перенесли в Воскресенский собор. Ежегодно 7 июля при огромном стечении народа совершался крестный ход до места явления иконы. Совершались крестные ходы с иконой и по Уфимской губернии.
Из предметов церковной утвари храма большую ценность представляли крест-мощевик, подаренный царём Алексеем Михайловичем, два Евангелия XVII века и старинные блюда, присланные в дар Уфе в честь учреждения Уфимской епархии. В соборе была небольшая, но состоявшая из очень древних и ценных книг, библиотека. В ней насчитывалось 49 исторических и около 100 богослужебных книг.
До 1917 года собор играл видную роль в жизни Уфы.
Постановлением горсовета от 14 мая 1931 года Воскресенский собор был закрыт и в 1932 году был разобран. Часть кирпичей храма пошла на строительство Дома специалистов.
В конце 1950-х годов на фундаменте собора по проекту архитектора Бегунца было построено здание театра. Башкирский академический театр драмы имени Мажита Гафури находится здесь и поныне.
По образу Воскресенского собора летом 2003 года началось строительство Кирилло-Мефодиевского храма на Комсомольской улице.

## Галерея

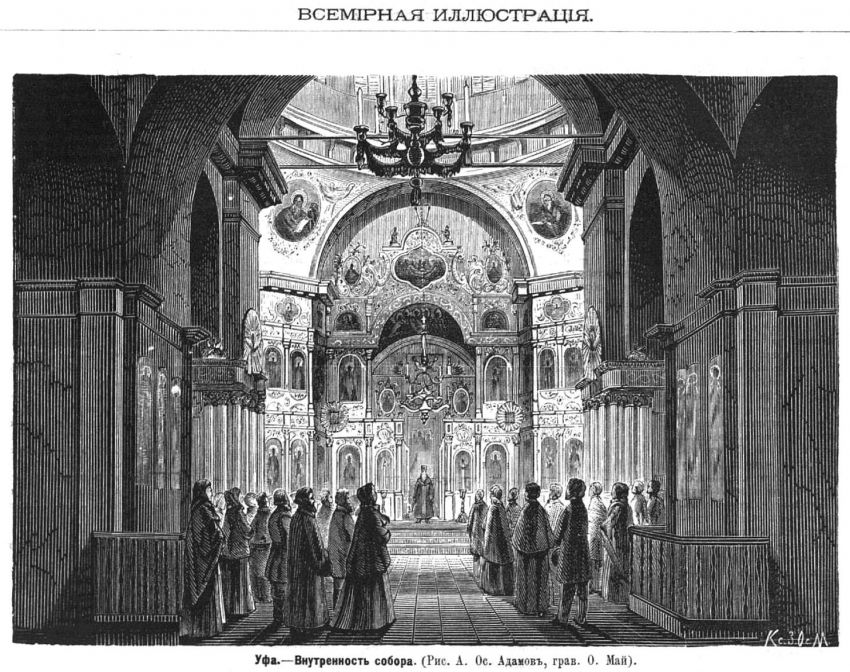
Интерьер Воскресенского собора
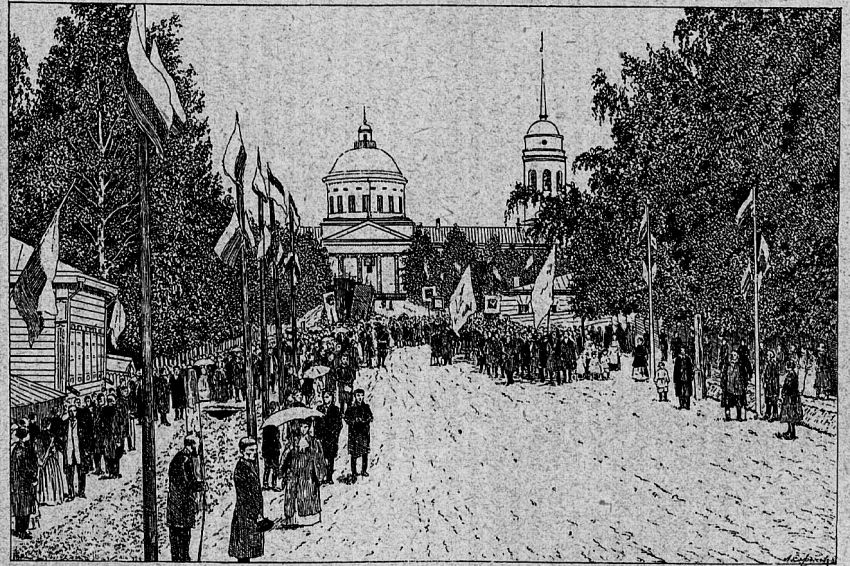
Воскресенский собор на старых открытках
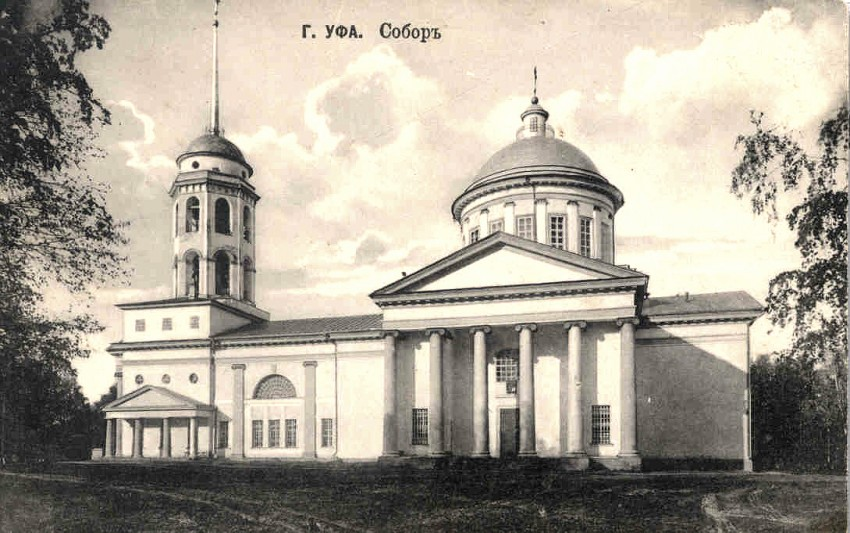
Воскресенский собор
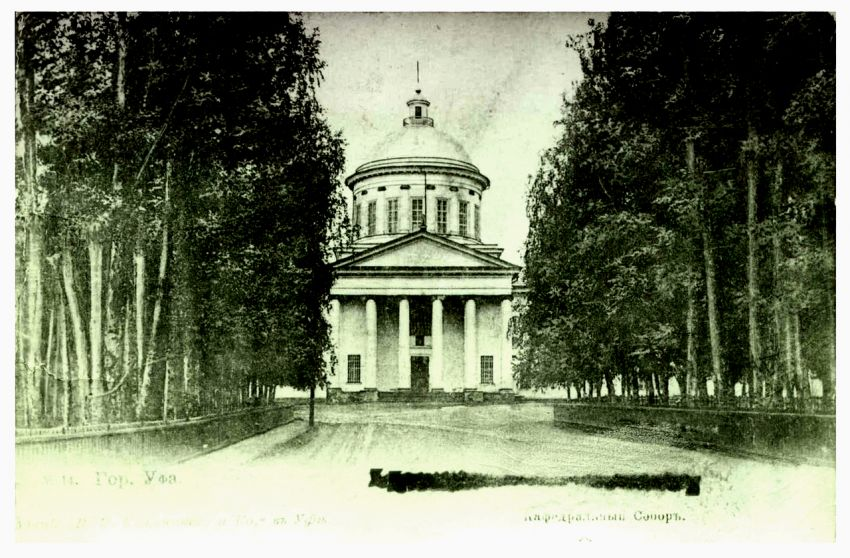
Воскресенский собор
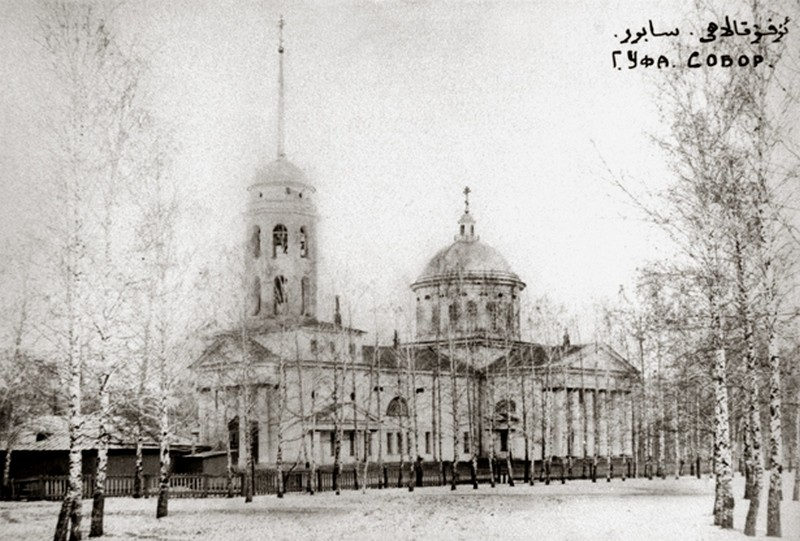
Воскресенский собор
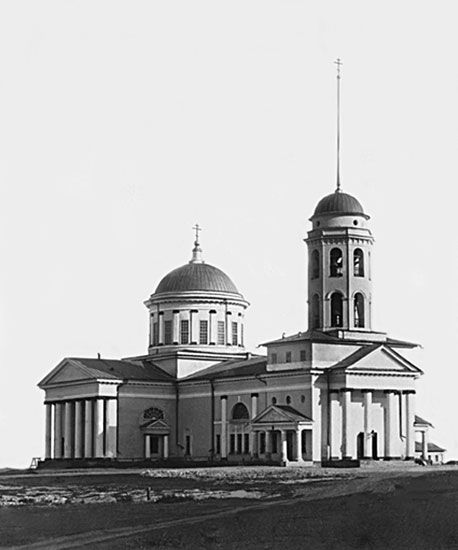
Воскресенский собор

## Настоятели
Настоятелями собора в разное время были: протоиереи А. Кандаурский; В. Ф. Владиславлев (с 1855), П. П. Желателев (1877—97), Юловский, Никитский, Евграф (с 1900), Г. И. Граммаков (1919—25) и др.